# 马尔博 (康塔尔省)
马尔博（法語：Malbo，法語發音：[malbo]）是法国康塔尔省的一个市镇，属于圣弗卢尔区。

## 地理
马尔博（44°58'24"N, 2°45'22"E）面积29.34 平方千米，位于法国奥弗涅-罗讷-阿尔卑斯大区康塔爾省，该省份为法国中南部省份，位于法國中央高原中心，北起科雷兹省、上盧瓦爾省和多姆山省，西接洛特省和科雷兹省，南至阿韦龙省和洛特省，东临上盧瓦爾省和洛泽尔省。
与马尔博接壤的市镇（或旧市镇、城区）包括：泰龙代尔、布勒宗、拉卡佩勒巴雷斯、纳尔纳克、佩耶罗尔、圣马丹苏维古鲁。

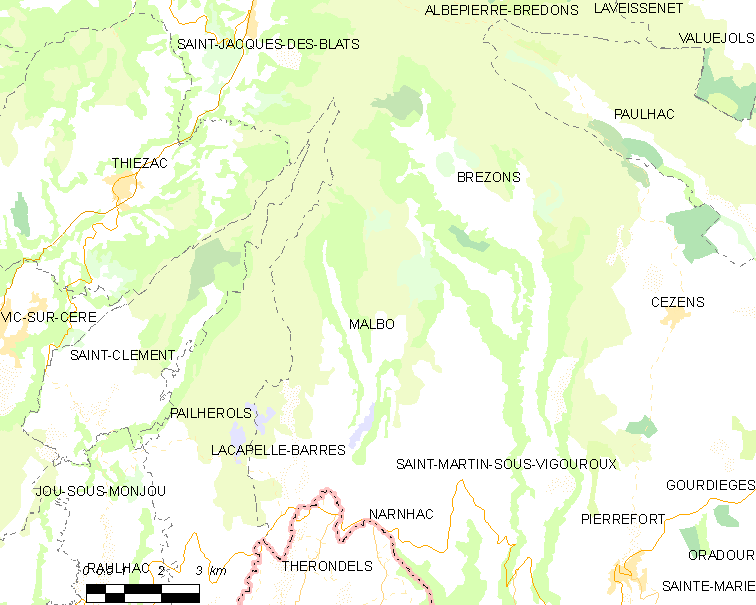
的OSM定位图

马尔博的时区为UTC+01:00、UTC+02:00（夏令时）。

## 行政
马尔博的邮政编码为15230，INSEE市镇编码为15112。

## 政治
马尔博所属的省级选区为圣弗卢尔第二县。

## 人口

1962-2008年间人口变化图示

马尔博于2022年1月1日时的人口数量为89人。